# بیمار صفر (فیلم)
بیمار صفر (به انگلیسی: Patient Zero) فیلمی محصول سال ۲۰۱۸ و به کارگردانی اشتفان روزویتسکی است. در این فیلم بازیگرانی همچون مت اسمیت، ناتالی دورمر، جان بردلی-وست، کلایو استندن، اگنس دین، استنلی توچی، کالین مک‌فارلن و فردریک اشمیت ایفای نقش کرده‌اند.